# Маттеос II (Измирлян)
Маттео́с II  (арм. Մատթևոս Բ. Կոնստանդնուպոլսեցի (Իզմիրլյան)) (22 февраля 1845, Константинополь — 11 декабря 1910, Эчмиадзин) — Католикос всех армян в 1908—1910. Преемник Мкртича I Хримяна (1892—1907).

## Биография
Маттеос II родился в 1845 г. в Константинополе как Симеон Мартирос Измирян (Սիմեոն Մարտիրոսի Իզմիրլյան). В 1869 принял сан священника и служил секретарем Мкртича Хримяна, когда тот был армянским патриархом Константинополя.
В 1886—1890 епископ Египта. В 1894 избран патриархом Константинополя. Активно защищал права армянского населения Оттоманской империи, чем заслужил прозвище «Железный Патриарх».

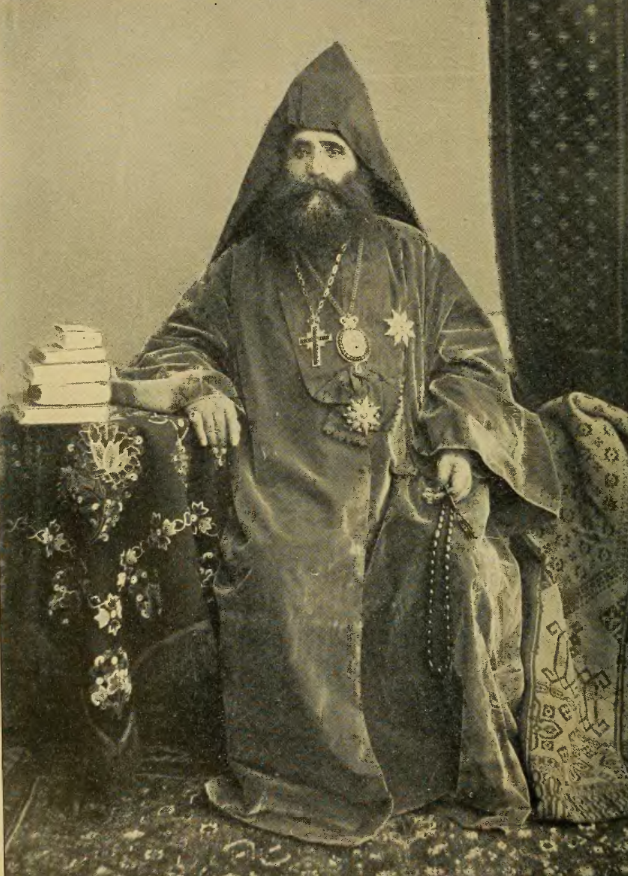

Из-за этого в 1896 турецкие власти лишили Маттеоса патриаршего сана и сослали в Иерусалим. В 1908 г. в результате Младотурецкой революции вернулся из ссылки и снова был избран патриархом Константинополя.
В том же году после смерти Мкртича Хримяна Маттеос был избран Католикосом всех армян.
Маттеос Измирян — автор объемистого (1300 страниц) труда «История Армянской Апостольской церкви в Армении, Ахтамаре и Сисе».